# World Victory Road
World Victory Road (WVR) fue una organización japonesa de artes marciales mixtas (MMA) que promovió el Sengoku Raiden Championship (SRC) en Japón. La organización se formó en 2007 tras la compra de PRIDE FC por Zuffa. Operaba en conjunto con la Federación Japonesa de Artes Marciales Mixtas (JMM). El campeonato Sengoku se transmitía en Fuji TV y en pago por evento en Japón, y en HDNet en Estados Unidos.
A partir del espectáculo del 31 de diciembre, Sengoku se conoció como Sengoku Raiden Championship. "Raiden" significa "trueno y relámpago" y se refiere al legendario rikishi del siglo XVIII, Raiden Tameemon. El ejecutivo de WVR, Kokuho, dijo que esperaban que las iniciales "SRC" fueran más aceptables para las audiencias internacionales.
El 12 de marzo de 2011, se informó que Don Quijote, una cadena japonesa de tiendas de descuento que servía como el principal patrocinador de la promoción, había cesado todo financiamiento a WVR. Ese mismo día, los oficiales de WVR emitieron un comunicado de prensa declarando que, a menos que surgiera repentinamente un nuevo patrocinador principal, la promoción estaba efectivamente terminada.

## Transmisión
La promoción recibió un impulso en visibilidad en su esfuerzo por competir con DREAM cuando alcanzó un acuerdo de transmisión para que Fuji TV televisara los combates en Japón. Esto fue significativo dado que es la primera promoción de MMA en ser televisada en la cadena desde que esta eliminó a PRIDE FC de su programación a mediados de 2006. Los eventos se mostrarán en vivo en Fuji TV 739 y luego una versión de dos horas más tarde en la noche en Fuji TV.
El 6 de febrero de 2009, HDNet anunció que había alcanzado un acuerdo con WVR para transmitir sus eventos de Sengoku en América a partir del 20 de marzo de 2009.

## Reglas
Las reglas de WVR difieren en algunos aspectos de las Reglas Unificadas de las Artes Marciales Mixtas. Entre las diferencias se encuentra la permisividad de rodillazos y pisotones a la cabeza de un oponente caído, mientras que los codazos a la cabeza y las patadas estilo fútbol están prohibidos. Similar a las Reglas Unificadas, las peleas tienen tres asaltos, cada uno con una duración de cinco minutos.

## Sengoku eventos
| #  | Evento                                                       | Fecha                    | Arena                     | Localización         |
| -- | ------------------------------------------------------------ | ------------------------ | ------------------------- | -------------------- |
| 20 | World Victory Road Presents: Soul of Fight                   | 30 de diciembre de 2010  | Ariake Coliseum           | Tokio, Japón         |
| 19 | World Victory Road Presents: Sengoku Raiden Championships 15 | 30 de octubre de 2010    | Ryogoku Kokugikan         | Tokio, Japón         |
| 18 | World Victory Road Presents: Sengoku Raiden Championships 14 | 22 de agosto de 2010     | Ryogoku Kokugikan         | Tokio, Japón         |
| 17 | World Victory Road Presents: Asia Vol. 1                     | 4 de julio de 2010       | Differ Ariake             | Tokio, Japón         |
| 16 | World Victory Road Presents: Sengoku Raiden Championships 13 | 20 de junio de 2010      | Ryogoku Kokugikan         | Tokio, Japón         |
| 15 | World Victory Road Presents: Sengoku Raiden Championships 12 | 7 de marzo de 2010       | Ryogoku Kokugikan         | Tokio, Japón         |
| 15 | Dynamite!! The Power of Courage 2009                         | 31 de diciembre de 2009  | Saitama Super Arena       | Saitama, Japón       |
| 14 | World Victory Road Presents: Sengoku 11                      | 7 de noviembre de 2009   | Ryogoku Kokugikan         | Tokio, Japón         |
| 13 | World Victory Road Presents: Sengoku 10                      | 23 de septiembre de 2009 | Saitama Super Arena       | Saitama, Japón       |
| 12 | World Victory Road Presents: Sengoku 9                       | 2 de septiembre de 2009  | Saitama Super Arena       | Saitama, Japón       |
| 11 | World Victory Road Presents: Sengoku Gold Cup Semi Finals    | 16 de junio de 2009      | PS Lab                    | Yokohama, Japón      |
| 10 | World Victory Road Presents: Sengoku 8                       | 2 de mayo de 2009        | Yoyogi National Gymnasium | Tokio, Japón         |
| 9  | World Victory Road Presents: Sengoku 7                       | 20 de marzo de 2009      | Yoyogi National Gymnasium | Tokio, Japón         |
| 8  | World Victory Road Presents: Gold Rush Korea                 | 11 de marzo de 2009      | Team Maru Training Center | Seoul, Corea del Sur |
| 7  | World Victory Road Presents: Sengoku no Ran 2009             | 4 de enero de 2009       | Saitama Super Arena       | Saitama, Japón       |
| 6  | World Victory Road Presents: Sengoku 6                       | 1 de noviembre de 2008   | Saitama Super Arena       | Saitama, Japón       |
| 5  | World Victory Road Presents: Sengoku 5                       | 28 de septiembre de 2008 | Yoyogi National Gymnasium | Tokio, Japón         |
| 4  | World Victory Road Presents: Sengoku 4                       | 24 de septiembre de 2008 | Saitama Super Arena       | Saitama, Japón       |
| 3  | World Victory Road Presents: Sengoku 3                       | 8 de junio de 2008       | Saitama Super Arena       | Saitama, Japón       |
| 2  | World Victory Road Presents: Sengoku 2                       | 18 de mayo de 2008       | Ariake Coliseum           | Tokio, Japón         |
| 1  | World Victory Road Presents: Sengoku First Battle            | 5 de marzo de 2008       | Yoyogi National Gymnasium | Tokio, Japón         |

## Campeones finales
| División     | Límite de peso   | Campeón        | Desde                                               | Defensas titulares |
| ------------ | ---------------- | -------------- | --------------------------------------------------- | ------------------ |
| Peso Pluma   | 65 kg (143,3 lb) | Vacante        | 25 de junio de 2011                                 |                    |
| Peso Ligero  | 70 kg (154,3 lb) | Vacante        | 7 de marzo de 2010 (Sengoku Raiden Championship 12) |                    |
| Peso Wélter  | 77 kg (169,8 lb) | Keita Nakamura | 30 de diciembre de 2010 (Soul of Fight)             | 0                  |
| Peso Mediano | 84 kg (185,2 lb) | Vacante        | 8 de febrero de 2011                                |                    |